# 皮卡喬斯山脈國家自然公園
皮卡喬斯山脈國家自然公園（西班牙語：Parque nacional natural Cordillera de los Picachos），是哥倫比亞的國家公園，位於該國南部卡克塔省和梅塔省，處於哥倫比亞東部山脈，成立於1977年，面積4,477平方公里。